# V398 Большого Пса
V398 Большого Пса (лат. V398 Canis Majoris), HD 58285 — двойная затменная переменная звезда типа Алголя (EA) в созвездии Большого Пса на расстоянии приблизительно 1297 световых лет (около 398 парсеков) от Солнца. Видимая звёздная величина звезды — от +8,11m до +7,98m. Орбитальный период — около 1,1985 суток.

## Характеристики
Первый компонент — бело-голубой гигант спектрального класса B9III.